# Sturzkampfgeschwader 76
Das Sturzkampfgeschwader 76 war ein Verband der Luftwaffe der Wehrmacht im Zweiten Weltkrieg. Als Sturzkampfgeschwader, ausgestattet mit Sturzkampfbombern vom Typ Junkers Ju 87, führte es Luftangriffe im Sturzflugverfahren mit Bomben, auf zugewiesene Ziele durch. Das Geschwader beteiligte sich am Überfall auf Polen und dem Westfeldzug. Es wurde am 9. Juli 1940 in das Sturzkampfgeschwader 3 eingegliedert.

## Geschichte
Die I. Gruppe des Sturzkampfgeschwaders 76 entstand am 1. Mai 1939 in Graz-Thalerhof (Lage) nach dem neuen Benennungsschema der Luftwaffe, aus der I. Gruppe des Sturzkampfgeschwaders 168. Ein Geschwaderstab oder weitere Gruppen existierten nicht. Das Geschwader flog mit der Junkers Ju 87B und hatte die Geschwaderkennung S1.
Bei einem Demonstrationsflug am 15. August 1939 auf dem Truppenübungsplatz Neuhammer, kam es zu einem folgenschweren Flugunfall. Dabei stürzten 13 Sturzkampfbomber des Geschwaders ab und 26 Besatzungsmitglieder starben. Dieses als Stuka-Unglück von Neuhammer bekannt gewordene Ereignis war der schwerste Flugunfall der Luftwaffe vor dem Zweiten Weltkrieg.
Beim Überfall auf Polen am 1. September war das Geschwader dem Fliegerführer z.b.V. der Luftflotte 4 zugeteilt. Vom Fliegerhorst Nieder-Ellguth (Lage) nahm das Geschwader, zusammen mit anderen Sturzkampfgeschwadern am Morgen des 1. September am Luftangriff auf Wieluń teil. Bei insgesamt drei Luftangriffswellen im Laufe des Tages, registrierten die polnischen Behörden laut dem polnischen Historiker Mateusz Piatkowski 127 Tote, was aber nicht ausschließt, dass die Opferzahl höher lag und mehrere Hundert betrug. Die Gebäude der Stadt wurden zu 70 Prozent und der Ortskern durch Brände zu 90 Prozent zerstört. Historiker wie Hans-Erich Volkmann charakterisierten die Zerstörung Wieluńs als einen Angriff auf ein nicht militärisches Ziel und deshalb als Kriegsverbrechen.
Im Oktober, nach Beendigung der Kampfhandlungen verlegte es nach Köln-Ostheim (Lage), wo es dem VIII. Fliegerkorps der Luftflotte 3 zugeteilt war.
Unter diesem Kommando nahm es auch ab dem 10. Mai 1940 am Westfeldzug teil. Ab dem 13. Mai wirkte das Geschwader bei der Schlacht bei Sedan mit, als es durch seine Luftangriffe westlich der Maas, das Übersetzen des motorisierten XIX. Armeekorps mit der 1., 2. und 10. Panzerdivision ermöglichte. In der weiteren Folge brachen die Verbände der Panzergruppe Kleist zur Kanalküste durch und das Geschwader griff mit seinen Sturzkampfflugzeugen immer wieder direkt in die Bodenkämpfe ein. Nach Beendigung der Kampfhandlung wurde das Geschwader am 9. Juli 1940 in das Sturzkampfgeschwader 3 eingegliedert.

## Bekannte Geschwaderangehörige
- Heinz-Georg Wilhelm Migeod (1918–2010), war ein Historiker, Orientalist, Autor und Kaufmann